# 亞諾什
48°15′9″N 22°37′53″E / 48.25250°N 22.63139°E
亞諾什（烏克蘭語：Яноші），是烏克蘭西部的村莊，隸屬外喀爾巴阡州的貝雷霍韋區。該村始建於1321年，面積3.8平方公里，海拔高度111米，2001年人口2,030，人口密度每平方公里534.21人。